# Békéscsabai Jókai Színház
Le théâtre Békéscsaba Jókai ou théâtre Jókai de Békéscsaba (1954-2011 Békés Megyei Jókai Színház) est un théâtre de Békéscsaba, propriété de la municipalité de Békéscsaba, qui a ouvert ses portes le 8 mars 1879, devenant ainsi le premier théâtre permanent en pierre de la Grande Plaine. Aujourd'hui, c'est toujours un théâtre renommé en Hongrie

## Histoire
Le théâtre n'a pas eu de compagnie permanente avant 1954. Les compagnies privées de l'époque étaient sous contrat avec la ville pour une ou deux saisons, de sorte que la distribution et les directeurs changeaient constamment. Après cela, le ministère de la culture de l'époque a créé un théâtre à Békéscsaba, appelé Théâtre Jókai du comté de Békés.
Au fil des ans, de nombreuses célébrités, telles que : Péter Barbinek, Gyula Buss, Róbert Dariday, Piroska Dénes, András Faragó, Mari Nagy, Pál Feke, Nelly Fésűs, Kálmán Fink Forgács, Zsóka Fodor, Tibor Gáspár, Flóra Kádár, Tyll Attila,Tihanyi-Tóth Csaba, Karinthy Márton, Kóti Árpád, Kovács Lajos, Körtvélyessy Zsolt, Lengyel Ferenc, Lőrinczy Éva, Pelsőczy László, R. Péter Kárpáti, László Sánta, József Sas, Imre Sarlai, Bertalan Solti, Bessy Szende, Endre Széplaky, József Zana, Rita Tallós, Roland Tóth, Katalin Várnagy et, en 2008, Kata Dobó et Sándor Oszter faisaient partie des membres de la compagnie.

## Galerie

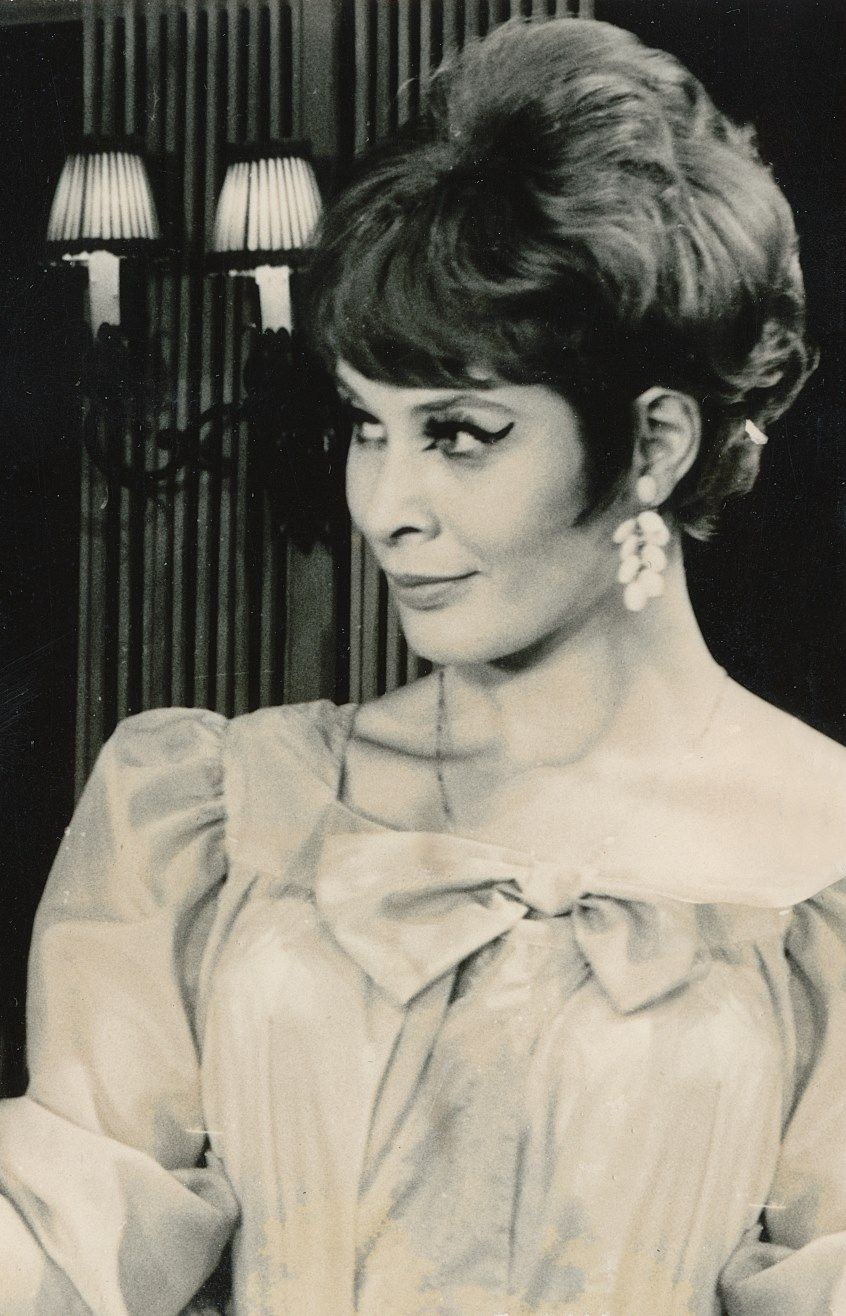
Eszter Felkai sur la scène du Théâtre Jókai à Békéscsaba
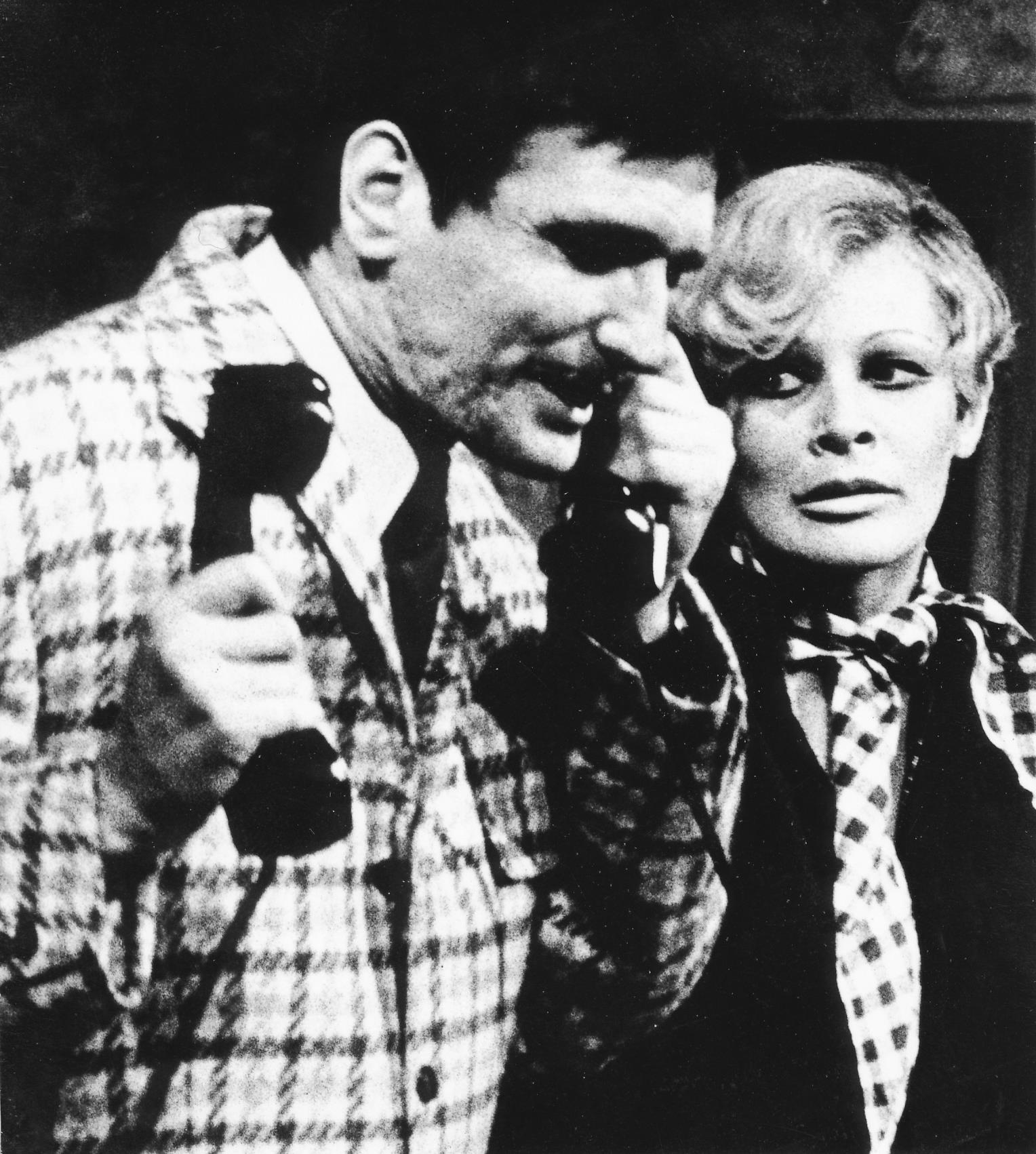
Endre Széplaky et Eszter Felkai sur la scène du Théâtre Jókai à Békéscsaba
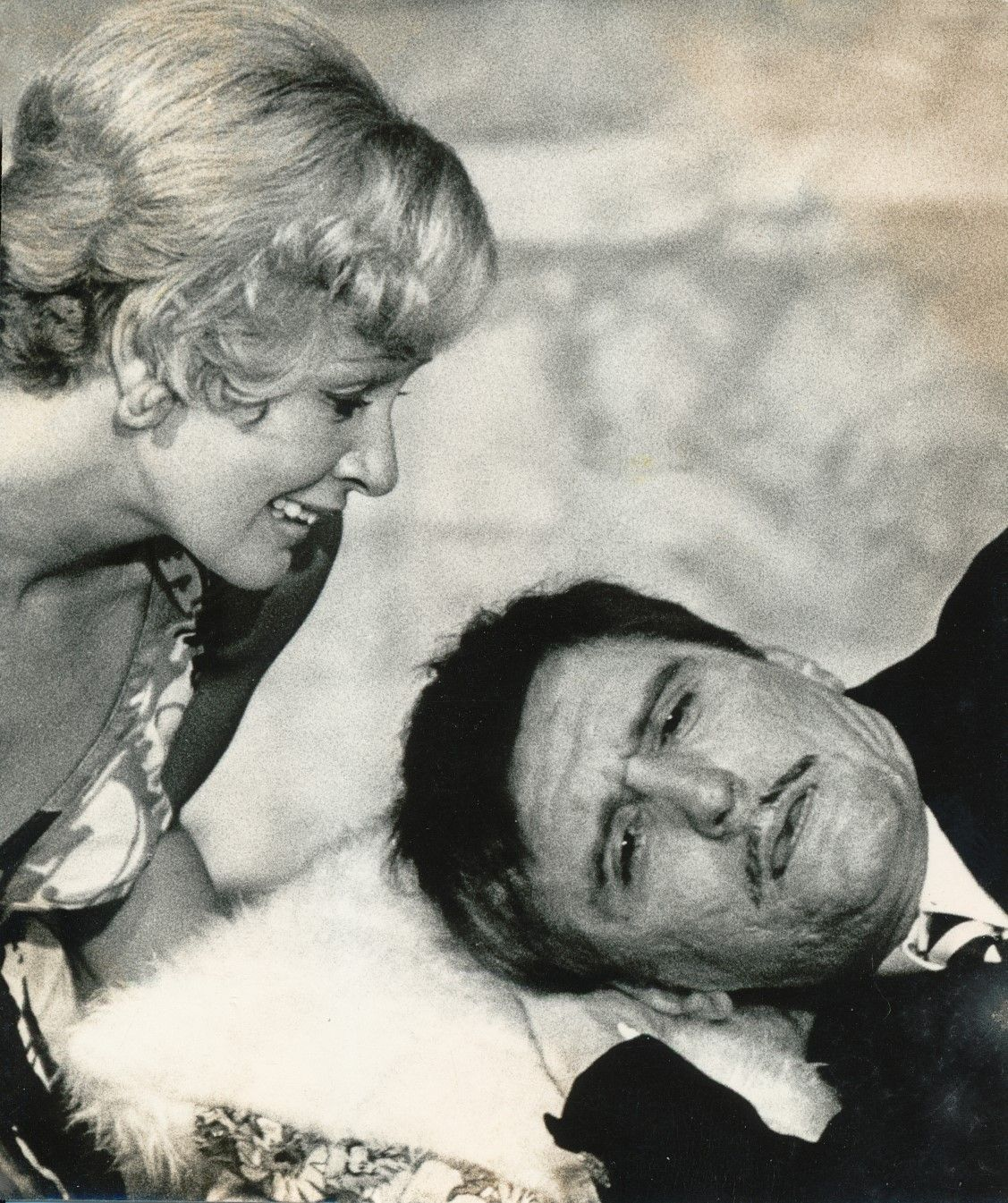
Eszter Felkai et Endre Széplaky lors d'une représentation du théâtre Jókai